# Lichtblicke
Lichtblicke é o quarto álbum de coletânea da banda alemã Unheilig. Foi lançado no dia 30 de junho de 2012.
O álbum foi exclusivamente lançado para a Lichter der Stadt Tour 2012, com canções de edições limitadas de lançamentos anteriores. 

## Lista de Faixas
| N.º | Título                                           | Duração |  |
| 1.  | "Zeig mir, dass ich Lebe" (Do álbum "Zelluloid") | 4:08    |  |
| 2.  | "Wenn du Lachst" (Do álbum "Zelluloid")          | 4:06    |  |
| 3.  | "Tag für Sieger" (Do álbum "Moderne Zeiten")     | 5:25    |  |
| 4.  | "Spielzeugmann" (Do álbum "Puppenspiel")         | 5:10    |  |
| 5.  | "Glaub an mich" (Do álbum "Puppenspiel")         | 4:24    |  |
| 6.  | "Damien" (Do EP "Schutzengel")                   | 6:20    |  |
| 7.  | "Bruder" (Do EP "Schutzengel")                   | 3:37    |  |
| 8.  | "Die Muse" (Do EP "Freiheit")                    | 4:18    |  |
| 9.  | "Morgengrauen" (Do EP "Freiheit")                | 4:49    |  |
| 10. | "Lebe wohl" (Do EP "Astronaut")                  | 4:36    |  |
| 11. | "Wellenbrecher" (Do álbum "Goldene Zeiten")      | 5:15    |  |
| 12. | "Kalt" (Do álbum "Schattenspiel")                | 5:31    |  |
| 13. | "Leblos" (Do álbum "Schattenspiel")              | 3:45    |  |

## Créditos
- Der Graf - Vocais/Instrumentação/Composição/Letras
- Christoph "Licky" Termühlen - Guitarra
- Henning Verlage - Teclados/Programação/Produção